# 24-Stunden-Rennen von Le Mans 1986

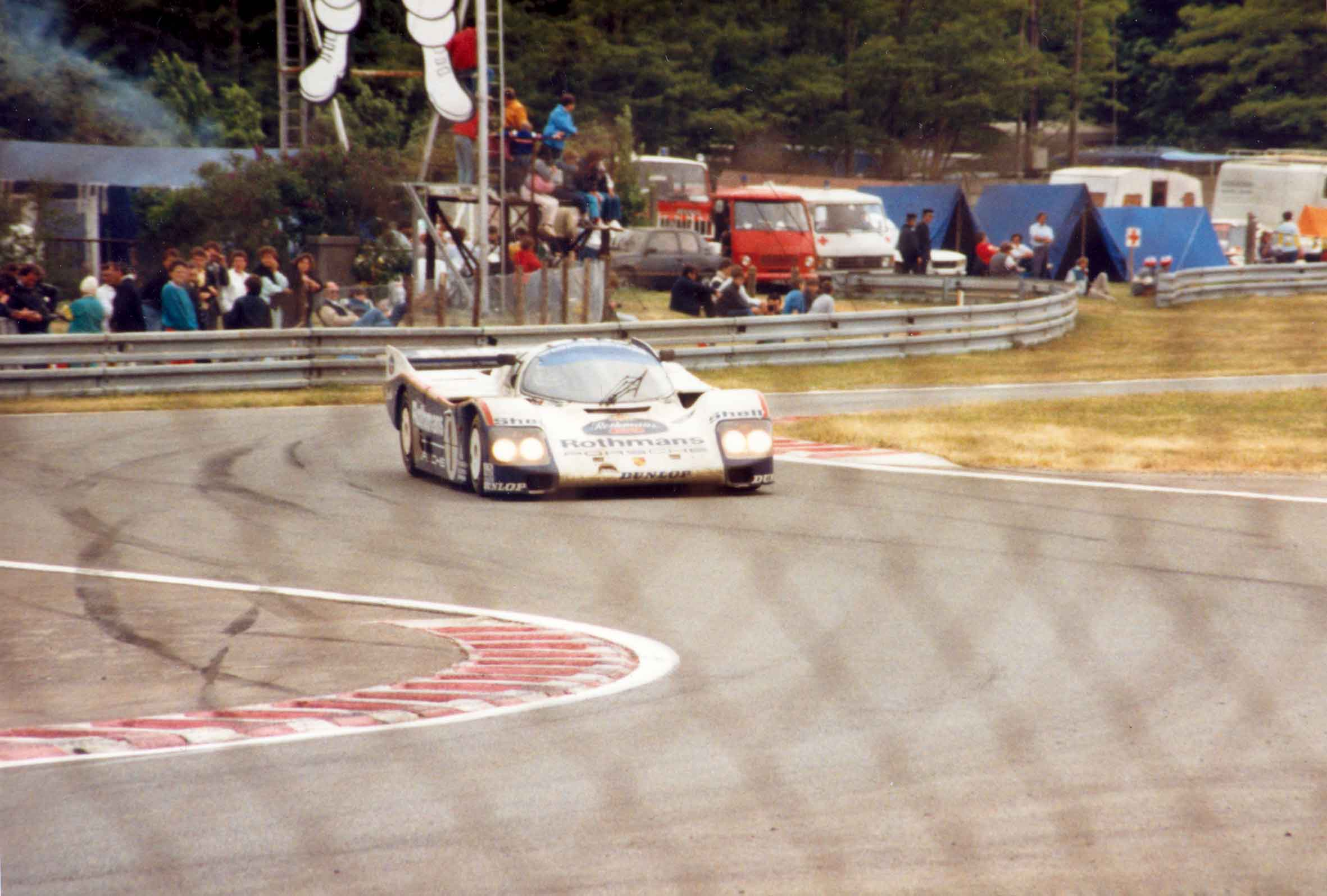
Der siegreiche Porsche 962C – am Steuer Derek Bell – bei der Einfahrt in die Ford-Schikanen vor Start-und-Ziel

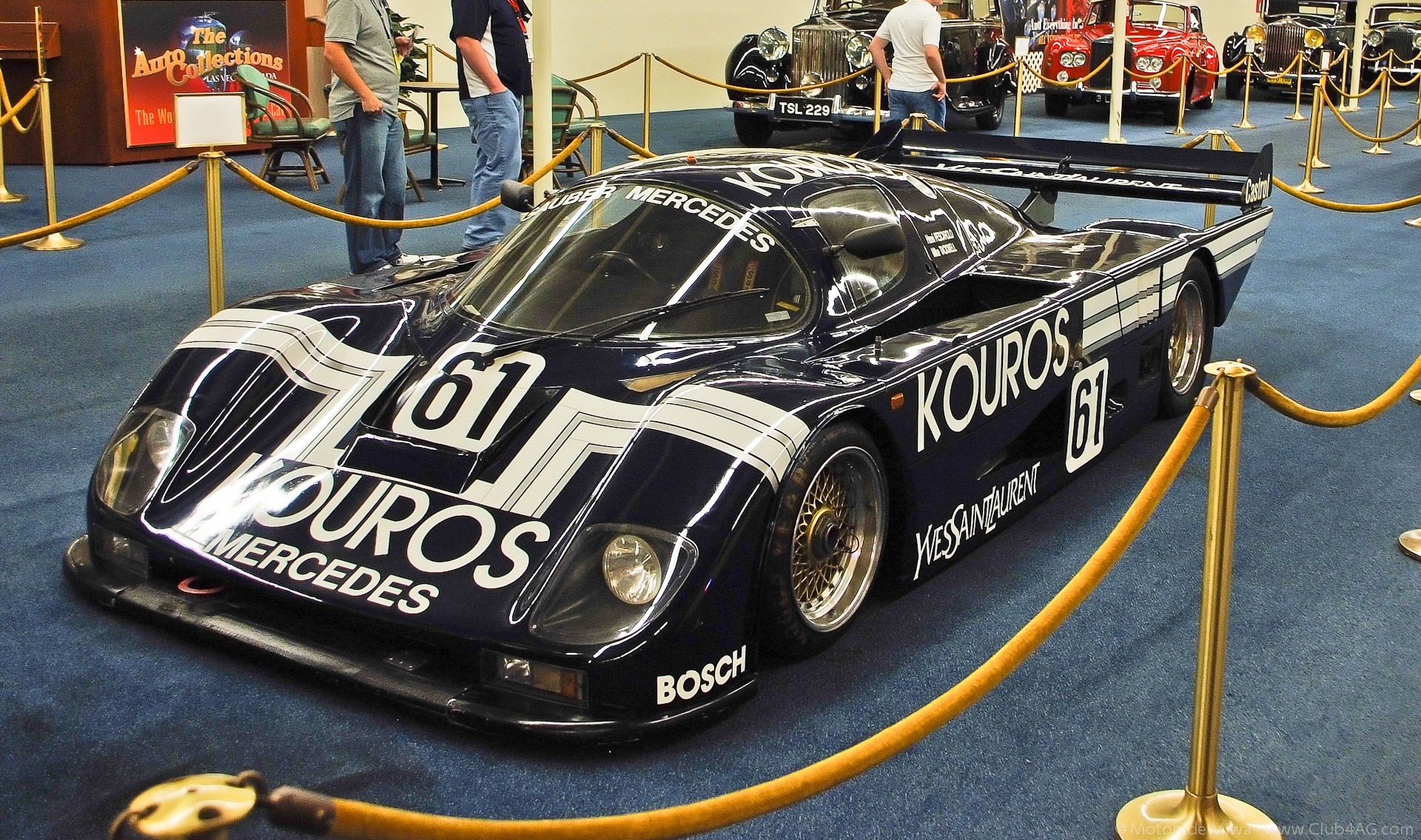
Der Sauber C8 von John Nielsen und Mike Thackwell; Ausfall in der fünften Rennstunde durch Motorschaden

Das 54. 24-Stunden-Rennen von Le Mans, der 54e Grand Prix d’Endurance les 24 Heures du Mans, auch 24 Heures du Mans, Circuit de la Sarthe, Le Mans, fand vom 31. Mai. bis 1. Juni 1986 auf dem Circuit des 24 Heures statt.

## Das Rennen
Als das 24-Stunden-Rennen abgewinkt wurde, lagen unter den ersten Zehn der Gesamtwertung neun Fahrzeuge der Marke Porsche. Nur der an der achten Stelle ankommende Gebhardt JC843 von Ian Harrower, Evan Clements und Tom Dodd-Noble sorgte dafür, dass die Top Ten nicht nur aus Porsche-Rennwagen bestand. Dabei hatten die Werkswagen und Fahrzeuge der anderen Porsche-Teams starke Konkurrenz in der C1-Klasse. Das Team von Tom Walkinshaw, das die Werkseinsätze von Jaguar entwickelte, schickte drei XJR-6 ins Rennen. Gefahren wurden die von einem 6-Liter-V12-Motor angetriebenen Autos von den Fahrerteams Derek Warwick/ Eddie Cheever/ Jean-Louis Schlesser, Gianfranco Brancatelli/ Win Percy/ Hurley Haywood sowie Brian Redman und Hans Heyer.
Die ersten Rennstunden waren geprägt vom Duell Klaus Ludwigs im Joest-Porsche 956B gegen die Werks-Porsche 962C. Einer der beiden Werkswagen fiel in der Nacht aus, als Jochen Mass auf einer Ölspur einen Unfall hatte. Überschattet wurde das Rennen vom fatalen Unfall von Jo Gartner in der Nacht. Am 1. Juni gegen 03:12 Uhr touchierte der Österreicher mit seinem Porsche 962 auf der Hunaudières-Geraden bei einer Geschwindigkeit von mehr als 300 km/h die linke Leitplanke. Der Wagen überschlug sich und kam auf der gegenüberliegenden Streckenseite zum Stehen, wo er ausbrannte. Gartner starb am Unfallort. Die Unfallursache konnte nicht eindeutig geklärt werden; angenommen wird eine gebrochene Hinterradaufhängung. Als Spätfolge des Unfalls wurde die Hunaudières-Gerade ab 1990 durch zwei Schikanen in drei Abschnitte unterteilt, um für geringere Höchstgeschwindigkeiten und mehr Sicherheit zu sorgen.
Das Rennen gewann der Werks-Porsche 962c von Derek Bell, Hans-Joachim Stuck und Al Holbert.

## Ergebnisse

### Piloten nach Nationen
| 35 Franzosen  | 20 Briten   | 17 US-Amerikaner | 12 Deutsche    | 11 Japaner     |
| 8 Italiener   | 6 Belgier   | 4 Australier     | 4 Dänen        | 4 Spanier      |
| 3 Iren        | 3 Schweizer | 3 Südafrikaner   | 2 Norweger     | 2 Österreicher |
| 1 Argentinier | 1 Grieche   | 1 Marokkaner     | 1 Neuseeländer | 1 Schwede      |

### Schlussklassement
| Pos.               | Klasse | Nr. | Team                         | Fahrer                                              | Chassis        | Motor                              | Reifen | Runden |
| ------------------ | ------ | --- | ---------------------------- | --------------------------------------------------- | -------------- | ---------------------------------- | ------ | ------ |
| 1                  | C1     | 1   | Rothmans Porsche             | Derek Bell Hans-Joachim Stuck Al Holbert            | Porsche 962C   | Porsche Type-935 2.6L Turbo Flat-6 | D      | 368    |
| 2                  | C1     | 17  | Brun Motorsport              | Oscar Larrauri Jesús Pareja-Mayo Joël Gouhier       | Porsche 962C   | Porsche Type-935 2.6L Turbo Flat-6 | M      | 360    |
| 3                  | C1     | 8   | Joest Racing                 | George Follmer John Morton Kenper Miller            | Porsche 956    | Porsche Type-935 2.6L Turbo Flat-6 | G      | 355    |
| 4                  | C1     | 33  | John Fitzpatrick Racing      | Emilio de Villota Fermín Velez George Fouché        | Porsche 956B   | Porsche Type-935 2.6L Turbo Flat-6 | G      | 349    |
| 5                  | C1     | 9   | Obermaier Racing             | Jürgen Lässig Fulvio Ballabio Dudley Wood           | Porsche 956    | Porsche Type-935 2.6L Turbo Flat-6 | G      | 345    |
| 6                  | C1     | 63  | Ernst Schuster               | Siegfried Brunn Ernst Schuster Rudi Seher           | Porsche 936C   | Porsche Type-962 2.8L Turbo Flat-6 | D      | 344    |
| 7                  | GTX    | 180 | Porsche AG                   | René Metge Claude Ballot-Léna                       | Porsche 961    | Porsche Type-935 2.8L Turbo Flat-6 | D      | 321    |
| 8                  | C2     | 75  | ADA Engineering              | Ian Harrower Evan Clements Tom Dodd-Noble           | Gebhardt JC843 | Cosworth DFL 3.3L V8               | A      | 318    |
| 9                  | C1     | 14  | Liqui Moly Equipe            | Mauro Baldi Price Cobb Rob Dyson                    | Porsche 956B   | Porsche Type-935 2.6L Turbo Flat-6 | G      | 318    |
| 10                 | C1     | 55  | John Fitzpatrick Racing      | Philippe Alliot Paco Romero Michel Trollé           | Porsche 962C   | Porsche Type-935 2.6L Turbo Flat-6 | G      | 312    |
| 11                 | C2     | 90  | Jens Winther                 | Jens Winther David Mercer Lars-Viggo Jensen         | URD C83        | BMW M88 3.5L I6                    | A      | 310    |
| 12                 | C2     | 100 | WM Secateva                  | Claude Haldi Roger Dorchy Pascal Pessiot            | WM P83B        | Peugeot PRV 2.7L Turbo V6          | M      | 301    |
| 13                 | C1     | 47  | Graff Racing                 | Jean-Philippe Grand Jacques Goudchaux Marc Menant   | Rondeau M482   | Cosworth DFL 3.3L V8               | G      | 299    |
| 14                 | GTP    | 21  | Richard Cleare Racing        | Richard Cleare Lionel Robert Jack Newsum            | March 85G      | Porsche Type-962 2.8L Turbo Flat-6 | G      | 299    |
| 15                 | C2     | 78  | Ecurie Ecosse                | Les Delano John Hotchkis Andy Petery                | Ecosse C285    | Cosworth DFL 3.3L V8               | A      | 293    |
| 16                 | C1     | 32  | Nissan Motorsport            | James Weaver Masahiro Hasemi Takao Wada             | Nissan R85V    | Nissan VG30ET 3.0L Turbo V6        | D      | 285    |
| 17                 | C2     | 102 | Lucien Rossiaud              | Noël del Bello Lucien Rossiaud Bruno Sotty          | Rondeau M379C  | Cosworth DFV 3.0L V8               | A      | 278    |
| 18                 | C1     | 13  | Primagaz Team Cougar         | Yves Courage Alain de Cadenet Pierre-Henri Raphanel | Cougar C12     | Porsche Type-935 2.6L Turbo Flat-6 | M      | 267    |
| 19                 | C2     | 70  | Spice Engineering            | Gordon Spice Ray Bellm Jean-Michel Martin           | Spice SE86C    | Cosworth DFL 3.3L V8               | A      | 257    |
| Nicht klassiert    |        |     |                              |                                                     |                |                                    |        |        |
| 20                 | C1     | 38  | Dome Co. Ltd.                | Eje Elgh Beppe Gabbiani Toshio Suzuki               | Dome 86C-L     | Toyota 4T-GT 2.1L Turbo I4         | D      | 296    |
| 21                 | B      | 111 | MK Motorsport                | Michael Krankenberg Pascal Witmeur Jean-Paul Libert | BMW M1         | BMW M88 3.5L I6                    | D      | 265    |
| 22                 | C2     | 72  | John Bartlett Racing         | Robin Donovan Richard Jones Nick Adams              | Bardon DB1     | Cosworth DFL 3.3L V8               | A      | 211    |
| 23                 | C2     | 95  | Roland Bassaler              | Roland Bassaler Dominique Lacaud Yvon Tapy          | Sauber SHS C6  | BMW M88 3.5L I6                    | A      | 201    |
| Disqualifiziert    |        |     |                              |                                                     |                |                                    |        |        |
| 24                 | C2     | 79  | Ecurie Ecosse                | David Leslie Ray Mallock Mike Wilds                 | Ecosse C286    | Austin-Rover V64V 3.0L V6          | A      | 181    |
| 25                 | C1     | 66  | Cosmik Racing Promotions     | Costas Los Raymond Touroul Neil Crang               | March 84G      | Porsche Type-935 2.6L Turbo Flat-6 | A      | 169    |
| Ausgefallen        |        |     |                              |                                                     |                |                                    |        |        |
| 26                 | C1     | 51  | Silk Cut Jaguar              | Derek Warwick Eddie Cheever Jean-Louis Schlesser    | Jaguar XJR-6   | Jaguar 6.0L V12                    | D      | 239    |
| 27                 | C1     | 7   | Joest Racing                 | Klaus Ludwig Paolo Barilla Louis Krages             | Porsche 956B   | Porsche Type-935 2.6L Turbo Flat-6 | G      | 196    |
| 28                 | C1     | 2   | Rothmans Porsche             | Jochen Mass Bob Wollek Vern Schuppan                | Porsche 962C   | Porsche Type-935 2.6L Turbo Flat-6 | D      | 180    |
| 29                 | C1     | 10  | Porsche Kremer Racing        | Jo Gartner Sarel van der Merwe Kunimitsu Takahashi  | Porsche 962C   | Porsche Type-935 2.6L Turbo Flat-6 | Y      | 169    |
| 30                 | C1     | 12  | Porsche Kremer Racing        | Pierre Yver Hubert Striebig Max Cohen-Olivar        | Porsche 956    | Porsche Type-935 2.6L Turbo Flat-6 | Y      | 160    |
| 31                 | C1     | 53  | Silk Cut Jaguar              | Gianfranco Brancatelli Win Percy Hurley Haywood     | Jaguar XJR-6   | Jaguar 6.0L V12                    | D      | 154    |
| 32                 | GTP    | 170 | Mazdaspeed Co. Ltd.          | Pierre Dieudonné Dave Kennedy Mark Galvin           | Mazda 757      | Mazda 13G 2.0L 3-Rotor             | D      | 137    |
| 33                 | C1     | 41  | WM Secateva                  | Jean-Daniel Raulet Michel Pignard François Migault  | WM P86         | Peugeot 2.6L Turbo V6              | M      | 132    |
| 34                 | C2     | 99  | Roy Baker Racing             | Nick Nicholson John Sheldon Thorkild Thyrring       | Tiga GC286     | Cosworth BDT 1.7L Turbo I4         | A      | 125    |
| 35                 | C1     | 45  | Vetir Racing                 | Patrick Oudet Jean-Claude Justice                   | Rondeau M382   | Cosworth DFL 3.3L V8               | D      | 110    |
| 36                 | C1     | 36  | Tom’s Co. Ltd.               | Satoru Nakajima Geoff Lees Masanori Sekiya          | Dome 86C       | Toyota 4T-GT 2.1L Turbo I4         | B      | 105    |
| 37                 | C2     | 97  | Ray Baker Racing             | Tom Frank Val Musetti Mike Allison                  | Tiga GC285     | Cosworth BDT 1.7L Turbo I4         | A      | 95     |
| 38                 | C1     | 19  | Brun Motorsport              | Thierry Boutsen Didier Theys Alain Ferté            | Porsche 956    | Porsche Type-935 2.6L Turbo Flat-6 | M      | 89     |
| 39                 | C1     | 62  | Kouros Racing Team           | Henri Pescarolo Christian Danner Dieter Quester     | Sauber C8      | Mercedes-Benz M117 5.0L Turbo V8   | G      | 86     |
| 40                 | C1     | 18  | Brun Motorsport              | Walter Brun Massimo Sigala Frank Jelinski           | Porsche 962C   | Porsche Type-935 2.6L Turbo Flat-6 | M      | 75     |
| 41                 | C2     | 83  | Luigi Taverna Technoracing   | Luigi Taverna Toni Palma Marco Vanoli               | Alba AR3       | Cosworth DFL 3.3L V8               | A      | 74     |
| 42                 | C2     | 74  | Gebhardt Motorsport          | Stanley Dickens Pierre de Thoisy Jean-François Yvon | Gebhardt JC853 | Cosworth DFL 3.3L V8               | A      | 68     |
| 43                 | C1     | 23  | Nissan Motorsport            | Kazuyoshi Hoshino Keiji Matsumoto Aguri Suzuki      | Nissan R86V    | Nissan VG30ET 3.0L Turbo V6        | B      | 64     |
| 44                 | C1     | 61  | Kouros Racing Team           | John Nielsen Mike Thackwell                         | Sauber C8      | Mercedes-Benz M117 5.0L Turbo V8   | G      | 61     |
| 45                 | GTP    | 171 | Mazdaspeed Co. Ltd.          | Yōjirō Terada Takashi Yorino Yoshimi Katayama       | Mazda 757      | Mazda 13G 2.0L 3-Rotor             | D      | 59     |
| 46                 | C1     | 52  | Silk Cut Jaguar              | Brian Redman Hans Heyer Hurley Haywood              | Jaguar XJR-6   | Jaguar 6.0L V12                    | D      | 53     |
| 47                 | C1     | 3   | Rothmans Porsche             | Vern Schuppan Drake Olson                           | Porsche 962C   | Porsche Type-935 2.6L Turbo Flat-6 | D      | 41     |
| 48                 | C2     | 92  | Automobiles Louis Descartes  | Louis Descartes Jacques Heuclin                     | ALD 02         | BMW M88 3.5L I6                    | A      | 41     |
| 49                 | C2     | 89  | Lucky Strike Schanche Racing | Martin Birrane Torgjer Kleppe Martin Schanche       | Argo JM19      | Zakspeed 1.8L Turbo I4             | G      | 1      |
| 50                 | C2     | 98  | Roy Baker Racing             | David Andrews Mike Hall Duncan Bain                 | Tiga GC286     | Cosworth BDT 1.7L Turbo I4         | A      | 1      |
| Nicht qualifiziert |        |     |                              |                                                     |                |                                    |        |        |
| 51                 | C2     | 20  | Tiga Team                    | Tim Lee-Davey John Gimbel Neil Crang                | Tiga GC86      | Cosworth DFL 3.0 V8                | D      | 1      |
| 52                 | C2     | 106 | Bo Strandell Engineering     | Kenneth Leim Peter Fritsch                          | Porsche 934    | Porsche Type-935 2.6L Turbo Flat-6 |        | 2      |
| Reserve            |        |     |                              |                                                     |                |                                    |        |        |
| 53                 | C1     |     | WM Secateva                  |                                                     | WM P85         | Peugeot 2.6L Turbo V6              | A      | 3      |

1 Nicht qualifiziert
2 Nicht qualifiziert
3 Reserve

### Nur in der Meldeliste
Hier finden sich Teams, Fahrer und Fahrzeuge die ursprünglich für das Rennen gemeldet waren, aber aus den unterschiedlichsten Gründen daran nicht teilnahmen.
| Pos. | Klasse | Nr. | Team                     | Fahrer                                                              | Chassis                  | Motor                              | Reifen |
| ---- | ------ | --- | ------------------------ | ------------------------------------------------------------------- | ------------------------ | ---------------------------------- | ------ |
| 54   | C1     | 11  | Porsche Kremer Racing    | Jo Gartner Philippe Alliot Sarel van der Merwe                      | Porsche 956              | Porsche Type-935 2.6L Turbo Flat-6 |        |
| 55   | C1     | 22  | Portman Lamborghini      | Mauro Baldi Tiff Needell                                            | Lamborghini Countach QVX | Lamborghini 5.7L V12               | G      |
| 56   | C1     | 46  | Christian Bussi          | Christian Bussi                                                     | Rondeau M482             | Cosworth DFL 3.3L V8               |        |
| 57   | C1     | 49  | X Racing                 | Raymond Touroul Philippe Dermagne Thierry Perrier                   | Rondeau M382             | Cosworth DFL 3.3L V8               |        |
| 58   | C2     | 80  | Carma FF                 | Carlo Facetti Martino Finotto                                       | Alba AR6                 | Carma 2.0L I4                      |        |
| 59   | C2     | 82  | Grifo Autoracing         |                                                                     | Grifo F862C              | Cosworth DFL 3.3L V8               |        |
| 60   | C2     | 91  | PC Automotive            | Richard Piper David Brodie                                          | Royale RP40              | Mitsubishi Starion 2.0L I4         |        |
| 61   | C2     | 93  | Miguel-Goerges Baudoin   | Pierre Dupuy Pierre de Thoisy Lionel Robert                         | ALD 01                   | BMW M88 3.5L I6                    |        |
| 62   | C2     | 94  | Roland Bassaler          | Roland Bassaler Dominique Lacaud Yvon Tapy                          | Sauber SHS C6            | BMW M88 3.5L I6                    |        |
| 63   | C2     | 95  | John Bartlett            | François Migault John Bartlett Roger Andreason                      | Chevron B62              | Cosworth DFL 3.3L V8               |        |
| 64   | C2     | 96  | John Bartlett            | Raymond Touroul Thierry Perrier Philippe Dermagne                   | GKW 862P                 | Porsche                            |        |
| 65   | C2     | 104 | Jean-Claude Ferrarin     | Jean-Claude Ferrarin Philippe Mazué Gérard Tremblay Hubert Striebig | Isolia 002               | Cosworth DFV 3.0L V8               |        |
| 66   | C2     | 105 | Kelmar Racing            | Pasquale Barberio Jean-Pierre Frey                                  | Tiga GC85                | Cosworth DFV 3.0L V8               | A      |
| 67   | GTO    |     | Road Circuit Technology  | Patty Moise Andy Petery                                             | Pontiac Firebird         |                                    |        |
| 68   | GTO    |     | Road Circuit Technology  | Tommy Riggins Les Delano                                            | Pontiac Firebird         |                                    |        |
| 69   | GTO    |     | Roush Racing             | Doc Bundy John Jones Wally Dallenbach                               | Ford Mustang             |                                    |        |
| 70   | C1     |     | Cheetah Racing           | Bernard de Dryver                                                   | Cheetah G604             | Aston Martin Tickford 5.3L V8      |        |
| 71   | C1     |     | Cheetah Racing           |                                                                     | Cheetah G604             | Aston Martin Tickford 5.3L V8      |        |
| 72   | C1     |     | Martini Racing           | Henri Pescarolo Mauro Baldi                                         | Lancia LC2-85            | Ferrari 308C 3.0L V8               |        |
| 73   | C1     |     | Martini Racing           | Bob Wollek Alessandro Nannini                                       | Lancia LC2-85            | Ferrari 308C 3.0L V8               |        |
| 74   | C1     |     | Martini Racing           |                                                                     | Lancia LC2-85            | Ferrari 308C 3.0L V8               |        |
| 75   | C1     |     | Dorset Racing Associates | Martin Birrane Tony Birchenhough                                    | Dome RC83                | Cosworth DFL 3.3L V8               |        |
| 76   | C1     |     | Richard Lloyd Racing     |                                                                     | Porsche 956              | Porsche Type-935 2.6L Turbo Flat-6 |        |
| 77   | C1     |     | EMKA Productions         | Tiff Needell Steve O’Rourke                                         | EMKA C84/1               | Aston Martin Tickford 5.3L V8      |        |
| 78   | C1     |     | Pierre Yver              | Pierre Yver                                                         | Rondeau M382             | Cosworth DFL 3.3L V8               |        |
| 79   | C2     |     | Harrier                  |                                                                     | Harrier RX83C            | Chevrolet                          |        |
| 80   | C2     |     | Gebhardt Motorsport      | Frank Jelinski                                                      | Gebhardt JC853           | Cosworth DFL 3.3L V8               |        |
| 81   | C2     |     | Spice Engineering        | James Weaver Tim Lee-Davey                                          | Tiga GC85                | Cosworth                           |        |
| 82   | C2     |     | Lyncar Motorsport        | Emilio de Villota Costas Los Mikael Nabrink                         | Lyncar MS83B             | Cosworth DFL 3.0 V8                |        |
| 83   | C2     |     | Bruno Sotty              | Bruno Sotty                                                         | Lotec C302               | BMW M88 3.5L I6                    |        |
| 84   | C2     |     | Grifo Autoracing         | Pasquale Barberio Paolo Giangrossi                                  | Alba AR3                 | Cosworth                           |        |
| 85   | C2     |     | Mazdaspeed Co. Ltd.      | Dave Kennedy                                                        | Mazda 737C               | Mazda 13G 2.0L 3-Rotor             |        |
| 86   | C2     |     | Mazdaspeed Co. Ltd.      | Yōjirō Terada Takashi Yorino Yoshimi Katayama                       | Mazda 737C               | Mazda 13G 2.0L 3-Rotor             |        |
| 87   | C2     |     | Lanx Engineering         | David Sears Dudley Wood Glenn Loxton                                | Argo JM19                | Cosworth DFL 3.0 V8                |        |
| 88   | GTP    |     | Group 44                 | Brian Redman Hurley Haywood                                         | Jaguar XJR-5             | Jaguar 6.0L V12                    |        |
| 89   | GTP    |     | Group 44                 | Bob Tullius Chip Robinson Claude Ballot-Léna                        | Jaguar XJR-5             | Jaguar 6.0L V12                    |        |
| 90   | GTP    |     | Sarel van der Merwe      | Christian Danner Ian Scheckter                                      | March 84G                | Porsche Type-935 2.6L Turbo Flat-6 |        |
| 91   | B      |     | Claude Haldi             | Claude Haldi                                                        | Porsche 930              | Porsche Type-935 2.6L Turbo Flat-6 |        |
| 92   | B      |     | Raymond Touroul          | Raymond Touroul Thierry Perrier Bernard Salam                       | Porsche 911SC            |                                    |        |
| 93   | B      |     | Angelo Pallavicini       | Marco Vanoli Enzo Calderari Angelo Pallavicini                      | BMW M1                   | BMW M88 3.5L I6                    |        |
| 94   | C2     | 103 | URD Junior Team          |                                                                     | URD C81                  | BMW M88 3.5L I6                    |        |
| 95   | GTO    | 128 | Raymond Boutinaud        | Raymond Boutinaud                                                   | Porsche 928S             |                                    |        |

### Klassensieger
|           | Klasse         | Fahrer             | Fahrer         | Fahrer         | Fahrzeug   | Platzierung im Gesamtklassement |
| Gruppe C1 | Derek Bell     | Hans-Joachim Stuck | Al Holbert     | Porsche 962C   | Gesamtsieg |                                 |
| Gruppe C2 | Ian Harrower   | Evan Clements      | Tom Dodd-Noble | Gebhardt JC843 | Rang 8     |                                 |
| GTX       | René Metge     | Claude Ballot-Léna |                | Porsche 961    | Rang 7     |                                 |
| GTP       | Richard Cleare | Lionel Robert      | Jack Newsum    | March 85G      | Rang 14    |                                 |

### Renndaten
- Gemeldet: 95
- Gestartet: 50
- Gewertet: 19
- Rennklassen: 4
- Zuschauer: 150.000
- Ehrenstarter des Rennens: John Egan, Chairman von Jaguar Cars
- Wetter am Rennwochenende: warm und trocken
- Streckenlänge: 13,528 km
- Fahrzeit des Siegerteams: 24:00:00,000 Stunden
- Gesamtrunden des Siegerteams: 368
- Distanz des Siegerteams: 4972,731 km
- Siegerschnitt: 207,197 km/h
- Pole Position: Hans-Joachim Stuck – Porsche 962C (#2) – 3:15,990 = 248,486 km/h
- Schnellste Rennrunde: Klaus Ludwig – Porsche 956B (#7) – 3:23,300 = 239,551 km/h
- Rennserie: 3. Lauf zur Sportwagen-Weltmeisterschaft 1986